# San Miguel partido
San Miguel egy partido Argentína középpontjától keletre, Buenos Aires tartományban. Székhelye San Miguel.

## Népesség
A partido népessége a közelmúltban a következőképpen változott:
| Év   | Lakosság |
| ---- | -------- |
| 2001 | 251 294  |
| 2010 | 276 190  |